# Museo Xólotl
El Museo Xólotl es un museo arqueológico y centro cultural situado en la zona arqueológica de Tenayuca, en el municipio de Tlalnepantla de Baz, Estado de México, operado por el Instituto Nacional de Antropología e Historia (INAH). 
Este museo ofrece a los visitantes un recorrido histórico por la región de Tenayuca, considerado primer asentamiento importante en la cuenca de México de los chichimecas, uno de los grupos étnicos con mayor relevancia en el Valle de México. Su acervo está compuesto por materiales cerámicos y líticos del sitio, así como restos óseos de humanos y animales. También se exhiben piezas arqueológicas representativas de los chichimecas, tales como vasijas trípodes, figurillas antropomorfas, monolitos de piedra, pinturas y fotografías que ilustran la vida del pueblo, el rescate y reconstrucción del lugar.

## Historia
La exposición del museo abarca el proceso histórico del norte de la cuenca de México, desde el periodo Preclásico hasta la época virreinal. Al término de los trabajos de excavación del centro ceremonial de Tenayuca en 1930, se estableció un pequeño museo que mostraba ilustraciones, planos y una maqueta del monumento recién descubierto, además de esculturas y vasijas recuperadas.
En la década de 1980, se construyó un espacio más amplio y se diseñó una nueva museografía que aborda la época prehispánica y virreinal. En el 2018 se realizó la cuarta intervención en el recinto, desde su inauguración en 1985 se han realizado otros trabajos de adecuación en los años 2000, 2008 y 2016.
El museo cuenta con una sala de exposición permanente y una sala audiovisual donde se proyecta el video documental Tenayuca en busca del pasado perdido, que narra la historia del asentamiento prehispánico y los trabajos de exploración realizados desde 1925. El acervo se presenta en periodos históricos: Preclásico, Clásico y Postclásico, siendo este último lapso el más extenso debido al auge de Tenayuca. Está enriquecido con piezas recuperadas durante las excavaciones de los monumentos arqueológicos de Tenayuca y materiales procedentes de otros sitios que ilustran el desarrollo histórico de los asentamientos en la cuenca de México. La exposición culmina con una breve explicación del periodo virreinal, mostrando piezas representativas de esta etapa histórica.